# Superpipe
Un superpipe è una grande struttura a forma di mezzo tubo usato in sport estremi come snowboard, sci freestyle, skateboard, BMX freestyle e vert skating.

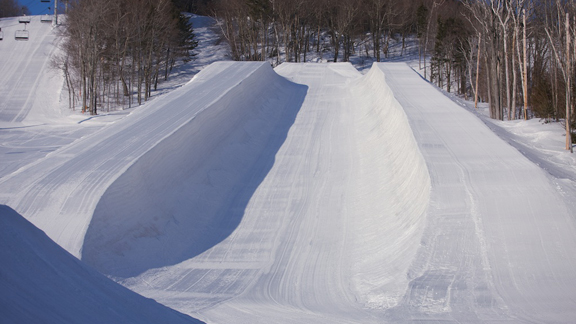
Vista forntale di un Superpipe

Per gli sport invernali il termine "superpipe" è usato per descrivere un halfpipe di neve battuta con muri laterali da entrambi i lati alti 6,7 m dalla parte centrale piatta detta flat. Altra caratteristica di un superpipe è la larghezza; è più largo che alto con i suoi 20 m di larghezza. Queste misure sono quelle consigliate per la costruzione del superpipe nella Coppa del Mondo di snowboard della FIS.
La lunghezza di un superpipe varia da 120 m a 180 m, dipendentemente dal terreno disponibile e dai fondi per la costruzione.
Tutti gli halfpipe con neve riportata richiedono una fresatura particolare effettuata da macchinari specializzati. Per contro, un halfpipe di neve naturale può essere fresato da un qualsiasi gatto delle nevi.
A causa degli alti costi di costruzione e manutenzione non ci sono così tanti halfpipe nel mondo, e molti pochi superpipe. Durante la stagione invernale 2013/2014, in tutto l'emisfero settentrionale sono stati costruiti soltanto 14 dove?superpipe.
Mentre le strutture da 22' stanno diventando lo standard per le maggiori competizioni, ad oggi la maggior parte dei comprensori sciistici hanno pipe più piccoli che variano tra il 3,7 m e i 5,5 m, che è la misura più diffusa per la costruzione.

## Evoluzione
Il termine "superpipe" si è evoluto negli anni dato che le dimensioni degli halfpipe crescevano di competizione in competizione. Inizialmente gli halfpipe alti 5,5 m erano considerati superpipe ma durante i primi anni 2000 gli organizzatori delle più grandi competizioni cominciarono ad ascoltare i commenti dei rider e cominciarono a costruire pipe da 22' per le loro gare. Queste strutture furono quindi denominate superpipe.
Sebbene intimidisca, il muro da 22' ha dato prova di essere molto apprezzato ed è diventato subito molto popolare tra gli atleti, ed è probabile che diventerà lo standard per tutte le competizioni future.